# Amblyraja georgiana
Amblyraja georgiana är en rockeart som först beskrevs av Norman 1938.  Amblyraja georgiana ingår i släktet trubbnosrockor, och familjen egentliga rockor. Inga underarter finns listade i Catalogue of Life.
Arten dokumenterades i havet kring Sydgeorgien samt Crozetöarna och den förekommer troligen kring hela Antarktis men inte vid Falklandsöarna som det tidigare antogs. Populationen kring Falklandsöarna tillhör en annan art från samma släkte. Amblyraja georgiana vistas i regioner som ligger 150 till 800 meter under havsytan.
Honor lägger ägg och när ungarna kläcks är de 16 till 18 cm långa. De blir könsmogna vid en genomsnittlig längd av 84 cm (med stjärtfenans spets). Den maximala längden ligger vid 101 cm. Äggläggning dokumenterades under vintern och under senare sommaren. Amblyraja georgiana har äkta benfiskar, havsborstmaskar och kräftdjur som föda.
Fiske på arten är vanligt förekommande. För att skydda beståndet blev fiske kring Sydgeorgien i regioner djupare än 500 meter förbjuden. Populationens storlek är inte känd. IUCN kategoriserar arten globalt som otillräckligt studerad.